# 勞里城 (密蘇里州)
勞里城（英語：Lowry City）是位於美國密蘇里州聖克萊爾縣的城市。

## 人口
根據2020年美國人口普查的數據，勞里城的面積為2.70平方千米，當中陸地面積為2.66平方千米，而水域面積為0.04平方千米。當地共有人口613人，而人口密度為每平方千米227人。